# Jacqui Katona
Jacqui Katona là một phụ nữ thổ dân Úc được giáo dục theo phương Tây, người đã lãnh đạo cuộc vận động để ngăn chặn việc đào mỏ urani Jabiluka ở lãnh thổ Bắc Úc.
Năm 1998 bà lãnh đạo các thổ dân Mirrar - cùng với các nhóm bảo vệ môi trường khác - đã dùng biện pháp bất phục tùng dân sự (civil disobedience) cách hòa bình để tạo ra một trong các cuộc phong tỏa lớn nhất trong lịch sử Úc.
Năm 1999 Katona đã đoạt Giải Môi trường Goldman, chung với Yvonne Margarula, cho các nỗ lực của họ nhằm bảo vệ quê hương và nền nông nghiệp, chống lại việc đào mỏ khai thác urani.